# خطيب زاده
خطيب زاده (؟-901) (؟-1495) محمد ابن تاج الدين المشهور بخطيب زاده. فقيه حنفي المذهب أصولي. 
درس على والده تاج الدين بن إبراهيم الخطيب، وعلى علاء الدين الطوسي، وأخذ عنه كثيرون منهم  
محيي الدين جلبي الفناري، ارتحل في سبيل نشر العلم في فارس والروم، واشتغل بالتدريس بالقسطنطينية
وولي القضاء بها.
من مؤلفاته :
- فضائل الجهاد.
- حاشيه على أوائل شرح الوقاية لصدر الشريعة.
- حاشيه على حاشيه السيد علي على شرح مختصر ابن الحاجب في الأصول.

المراجع/ الموسوعة العربية العالمية.